# Сейка (река)
Сейка — река в России, протекает по Чойскому району Республики Алтай. Устье реки находится в 5 км по левому берегу реки Ынырга. Длина реки составляет 12 км.
В 1 км от устья, по левому берегу реки впадает река Синюха.

## Данные водного реестра
По данным государственного водного реестра России относится к Верхнеобскому бассейновому округу, водохозяйственный участок реки — Бия, речной подбассейн реки — Бия и Катунь. Речной бассейн реки — (Верхняя) Обь до впадения Иртыша.